# Внешняя политика Новой Зеландии
Внешняя политика Новой Зеландии — это общий курс Новой Зеландии в международных делах. Внешняя политика регулирует отношения Новой Зеландии с другими государствами. Реализацией этой политики занимается Министерство иностранных дел Новой Зеландии.

## История

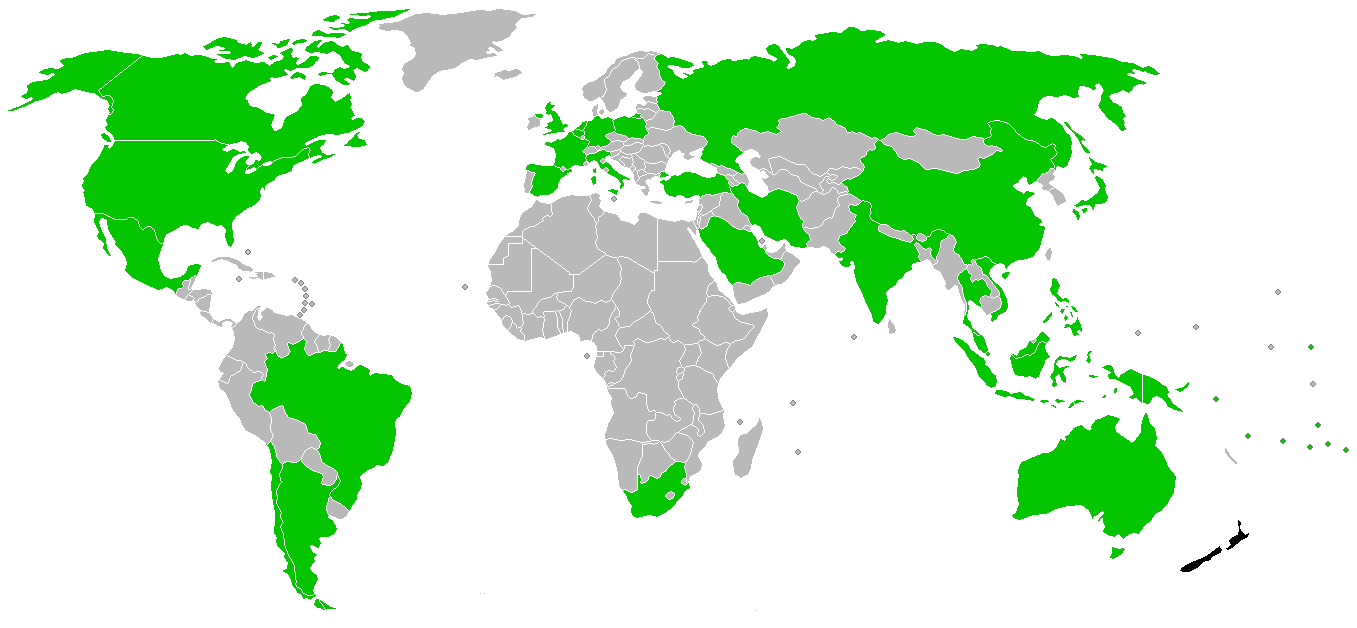
Расположение дипломатических и консульских представительств Новой Зеландии в мире

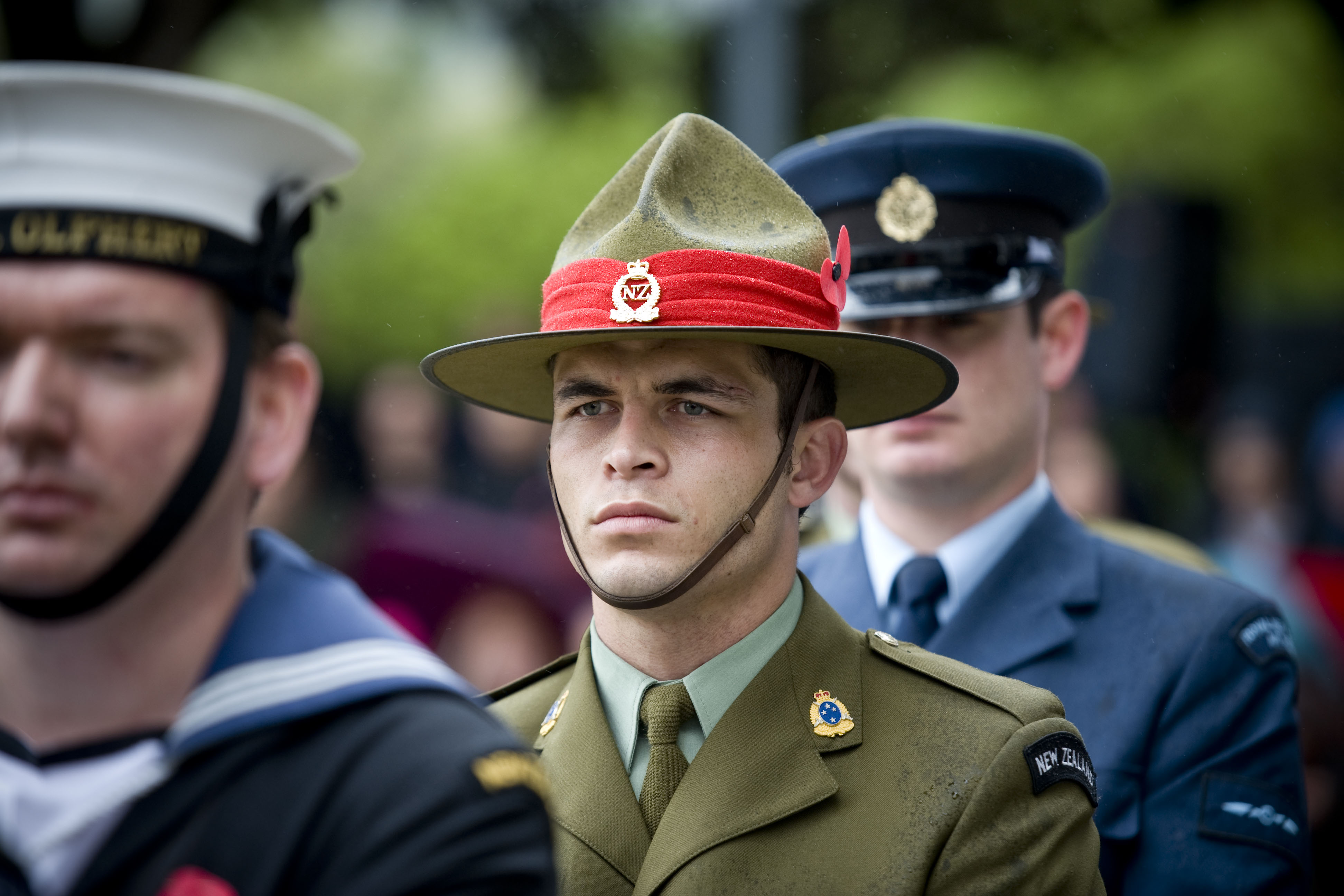
Празднование дня АНЗАК у национального военного мемориала

В ранний период истории внешняя торговля и внешняя политика были отданы во власть британскому колониальному правительству. На Имперских конференциях 1923 и 1926 годов было решено, что Новая Зеландия может сама подписывать политические договоры, и первый такой договор (с Японией) был ратифицирован в 1928 году. 3 сентября 1939 году Новая Зеландия присоединилась к Великобритании и объявила войну Германии, а премьер-министр Майкл Сэвидж произнёс:

Куда она идёт, туда идём и мы.
Оригинальный текст (англ.)Where she goes, we go; where she stands, we stand.— Michael Joseph Savage. Ministry for Culture and Heritage (июль 2010). Дата обращения: 29 января 2011.
В 1951 году Великобритания стала всё больше внимания уделять своим интересам в Европе, тогда как Новая Зеландия, Австралия и США заключили договор АНЗЮС. Влияние США на Новую Зеландию ослабло после протестов из-за войны во Вьетнаме, а также отказа США выразить порицание Франции за потопление корабля Rainbow Warrior, из-за разногласий в вопросах охраны окружающей среды и торговли сельхозпродукцией и безъядерного статуса Новой Зеландии. Несмотря на решение США не выполнять свои обязательства по договору АНЗЮС, сам договор остался в силе между Новой Зеландией и Австралией, чья внешняя политика развивалась аналогично новозеландской. 
Отношения Новой Зеландии и Франции осложнились после начала в 1975 году испытаний французского ядерного оружия на атолле Муруроа. В 1985 году Франция осуществила 69-й взрыв (самый мощный с начала испытаний в 1975 году - около 150 килотонн). Премьер-министр Новой Зеландии Дэвид Лонги официально осудил действия Франции, в очередной раз призвал к прекращению ядерных испытаний, а также подверг резкой критике заявления властей Франции о том, что ядерные взрывы "полностью безопасны". "Если это действительно так, то почему бы Франции не проводить испытания на собственной территории?" - высказался он на пресс-конференции.
С 1997 года Новая Зеландия имеет статус основного союзника США вне НАТО. 
Австралия и Новая Зеландия поддерживают близкий политический контакт, между ними установлено соглашение о свободной торговле и свободе перемещения, позволяющем гражданам двух стран посещать, жить и работать как в Австралии, так и в Новой Зеландии без ограничений. В 2013 году около 650 000 новозеландских граждан проживало в Австралии, что составляло 15 % населения островного государства; в то же время, 65 000 австралийских граждан проживало в Новой Зеландии.
Заметно участие Новой Зеландии в политической жизни островных государств Тихого океана. Значительная часть гуманитарной помощи Новой Зеландии идёт в эти страны, множество местных жителей переезжает в Новую Зеландию в поисках работы. В соответствии с законами 1970 года о самоанской квоте и 2002 года о тихоокеанской визе, до 1100 самоанцев и до 750 людей из других тихоокеанских государств могут становиться постоянными резидентами Новой Зеландии каждый год. В 2007 году также появилась возможность получить временную рабочую визу для выполнения сезонных работ, и в 2009 году по ней приехало около 8000 жителей тихоокеанских стран. Новая Зеландия участвует в Форуме тихоокеанских островов, Азиатско-Тихоокеанском экономическом сотрудничестве и Ассоциации государств Юго-Восточной Азии, включая Восточноазиатский саммит. Новая Зеландия — страна-учредительница ООН, член Содружества наций, ОЭСР и Оборонного соглашения пяти держав.